# 八板俊輔
八板 俊輔（やいた しゅんすけ、1953年〈昭和28年〉6月30日 - ）は、日本の政治家、新聞記者。鹿児島県西之表市長（3期）。

## 概要
鹿児島県西之表町（現・西之表市）生まれ。西之表市立榕城小学校、西之表市立榕城中学校卒業。1972年（昭和47年）3月、鹿児島県立鶴丸高等学校卒業。1977年（昭和52年）3月、早稲田大学政治経済学部卒業。同年4月、朝日新聞社に入社。2012年（平成24年）6月、同社を退職。
2015年（平成27年）10月、ルポルタージュ『馬毛島漂流』を上梓。
2017年（平成29年）3月の西之表市長選の再選挙で初当選した。

## 市長選の結果
2017年西之表市長選挙
2017年1月29日執行。市域の無人島・馬毛島で政府が検討する米軍空母艦載機による陸上空母離着陸訓練（FCLP）の受け入れにつき、八板は反対を訴え立候補。反対派現職の長野力の引退を受け、市長選は賛成派2人（浜上幸十、丸田健次）、反対派4人（八板、小倉伸一、榎元一已、瀬下満義）の新人6人による戦いとなった（八板以外の候補者はいずれも元市議）。しかし、法定得票数である有効投票総数の4分の1に達する候補がいなかったため、再選挙となった。
※当日有権者数：13,303人 最終投票率：77.26%（前回比：pts）
| 候補者名 | 年齢 | 所属党派 | 新旧別 | 得票数  | 得票率 | 推薦・支持 |
| -------- | ---- | -------- | ------ | ------- | ------ | ---------- |
| なし     |      |          |        | 票      | %      |            |
| 八板俊輔 | 63   | 無所属   | 新     | 2,428票 | 23.86% |            |
| 小倉伸一 | 64   | 無所属   | 新     | 2,333票 | 22.92% |            |
| 浜上幸十 | 66   | 無所属   | 新     | 2,236票 | 21.97% |            |
| 榎元一已 | 63   | 無所属   | 新     | 1,940票 | 19.06% |            |
| 瀬下満義 | 65   | 無所属   | 新     | 681票   | 6.69%  |            |
| 丸田健次 | 58   | 無所属   | 新     | 560票   | 5.50%  |            |

2017年西之表市長選挙（再選挙）
2017年3月19日執行。再選挙は賛成派1人（浜上幸十）、反対派3人（八板、小倉伸一、榎元一已）で争われ、八板が初当選した。
※当日有権者数：13,275人 最終投票率：71.65%（前回比：pts）
| 候補者名 | 年齢 | 所属党派 | 新旧別 | 得票数  | 得票率 | 推薦・支持 |
| -------- | ---- | -------- | ------ | ------- | ------ | ---------- |
| 八板俊輔 | 63   | 無所属   | 新     | 2,951票 | 31.20% |            |
| 浜上幸十 | 66   | 無所属   | 新     | 2,684票 | 28.38% |            |
| 小倉伸一 | 64   | 無所属   | 新     | 1,924票 | 20.34% |            |
| 榎元一已 | 63   | 無所属   | 新     | 1,899票 | 20.08% |            |

2021年西之表市長選挙
2021年1月31日執行。馬毛島における米軍空母艦載機の陸上離着陸訓練（FCLP）を含む自衛隊基地整備計画について、2期目を目指す現職の八板が反対を訴え立候補。容認の立場をとる西之表市商工会長の福井清信（自民党推薦）を144票の僅差で破り、再選した。
※当日有権者数：12,624人 最終投票率：80.17%（前回比：＋2.91pts）
| 候補者名 | 年齢 | 所属党派 | 新旧別 | 得票数  | 得票率 | 推薦・支持     |
| -------- | ---- | -------- | ------ | ------- | ------ | -------------- |
| 八板俊輔 | 67   | 無所属   | 現     | 5,103票 | 50.72% |                |
| 福井清信 | 71   | 無所属   | 新     | 4,959票 | 49.28% | （推薦）自民党 |

2025年西之表市長選挙
2025年2月2日執行。2人の候補を抑え現職である八板が当選した。現職の八板は馬毛島への自衛隊基地の整備について賛否を示さなかった。
※当日有権者数：11,947人 最終投票率：71.89%（前回比：-8.28pts）
| 候補者名   | 年齢 | 所属党派 | 新旧別 | 得票数  | 得票率 | 推薦・支持 |
| ---------- | ---- | -------- | ------ | ------- | ------ | ---------- |
| 八板俊輔   | 71   | 無所属   | 現     | 2,656票 | %      |            |
| 池田恵衣子 | 70   | 無所属   | 新     | 2,074票 | %      |            |
| 鮫島斉     | 47   | 無所属   | 新     | 1,016票 | %      |            |
| 鎌田孝章   | 45   | 無所属   | 新     | 1,016票 | %      |            |
| 三宅公人   | 72   | 無所属   | 新     | 948票   | %      |            |
| 濱上幸十   | 74   | 無所属   | 新     | 803票   | %      |            |

## 市政

### 馬毛島自衛隊基地建設問題
馬毛島は種子島の西方沖約12キロにある無人島で、島を所有する建設会社がアメリカ軍の訓練誘致などを目的に、飛行場建設に向けた土地の開発・整備を進めていた。また、民主党の鳩山政権時には、米軍普天間飛行場（沖縄県）の国内移設先候補地として名前が挙がり、2016年には沖縄県知事の翁長雄志も視察している。2011年、防衛省は米軍が硫黄島（東京都）で実施している空母艦載機の陸上空母離着陸訓練（FCLP）を馬毛島に移転する方向で調整に入った。移転先が決まれば、自衛隊が施設を管理し、米軍も共同使用できるようにする。
2017年、政府が米軍訓練（FCLP）の移転先として計画する馬毛島への自衛隊基地建設が主な争点となった市長選で、八板は反対を掲げ初当選した。2019年に防衛副大臣原田憲治と会談した際は、賛否について明らかにしなかったが、2020年8月に防衛省が馬毛島に自衛隊基地を整備する計画を発表すると、同年10月、八板は日米地位協定の問題や馬毛島沖の漁場が失われる可能性を挙げ、「失うものの方が大きく、同意できない」と計画反対を正式表明した。
2021年、任期満了に伴う市長選では、自衛隊基地建設計画に反対を掲げた八板が、賛成する福井との接戦を制し、再選を果たした。他方、賛成派の福井との得票差は144票と僅差で、同時に行われた市議選は、賛成派の自民党が公認・推薦した7人全員が当選し、賛否がほぼ拮抗する形となった。
こうした中、八板は防衛大臣岸信夫宛てに要請書を送り、「改めて民意が示された」と主張して、自衛隊基地建設計画の中止を要求した。これに対し、賛成派の市民団体は八板宛てに抗議書を提出し、「賛否が拮抗した選挙結果を顧みない、市民の分断を助長する対応で極めて軽率だ」と批判。「約半数の市民は理想論ではなく厳しい現状を直視し、本市の繁栄を請い願っている。その思いを常に忘れることなく、今後は冷静沈着かつ真摯な言動に努めてほしい」と求めた。
一方で、2022年に入ると岸防衛相に「地元の意向に配慮を」などの内容の意見書を送るなど、基地反対の公約にそぐわない活動が見られるようになる。2022年9月には旧馬毛島小中学校などの敷地売却の議案を議会に提出。市議会はこの議案を1票差で可決した。また同時に提出された八板に対する問責決議案は、提案者の議員（基地反対派）が採決時にボタンを押し間違えるハプニングがあり、1票差で否決された。
同年12月1日、市民団体の一つが市長のリコールに向けて署名活動を始めたが、有権者数の3分の1に当たる4109人以上の署名が必要なところ678人分しか集まらず、2023年1月4日までに断念した。
2024年2月20日には基地建設に対する賛否を明らかにしないまま、市議会にて翌2025年に執行予定の市長選挙に立候補する意向を表明した。八板自身は賛否を判断する材料が揃っていないことを態度保留の理由に挙げたが、事実上の容認とも受け止められている。同年9月27日、市議会は「説明不足で建設による市の負担への対応が後手になっている」として八板に対する辞職勧告決議を賛成8、反対5の賛成多数で可決した。

## 著書
- 『馬毛島漂流』 石風社、2015年10月20日。ISBN 978-4-88344-257-7。